# Sidory (gmina Raczki)
Sidory – wieś w Polsce, położona w województwie podlaskim, w powiecie suwalskim, w gminie Raczki.
| SIMC    | Nazwa           | Rodzaj    |
| ------- | --------------- | --------- |
| 1013418 | Koło Stawku     | część wsi |
| 1013476 | Linia Dziarnowa | część wsi |
| 1013507 | Linia Leśna     | część wsi |
| 1013743 | Za Górą         | część wsi |

Wieś królewska ekonomii grodzieńskiej położona była w końcu XVIII wieku w powiecie grodzieńskim województwa trockiego. W latach 1975–1998 miejscowość należała administracyjnie do województwa suwalskiego.